# Валдмилен
Валдмилен (њем. Waldmühlen) општина је у њемачкој савезној држави Рајна-Палатинат. Једно је од 192 општинска средишта округа Вестервалд. Према процјени из 2010. у општини је живјело 343 становника. Посједује регионалну шифру (AGS) 7143303.

## Географски и демографски подаци
Валдмилен се налази у савезној држави Рајна-Палатинат у округу Вестервалд. Општина се налази на надморској висини од 405 метара. Површина општине износи 3,1 km². У самом мјесту је, према процјени из 2010. године, живјело 343 становника. Просјечна густина становништва износи 111 становника/km².